# Naglfari
Naglfari ist der Name einer mythischen, literarischen Figur in der Prosa-Edda (Gylfaginning Kap. 9) des Snorri Sturluson.

Snorri schildert Naglfari als ersten Ehemann der Nótt, die personifizierte Nacht; ihr gemeinsamer Sohn war Auðr. Die Figur des Naglfari ist Snorris Invention, da sie nur hier einem Einschub gleich erwähnt ist und sonst in der gesamten nordisch-germanischen Mythographie entfällt.

„Nörfi war der Name eines Riesen [...] Er hatte eine Tochter namens „Nacht“ [...] schwarz und dunkel kraft angeborener Natur. Sie war verheiratet mit einem Mann namens Naglfari, und ihr Sohn hieß Aud. Danach wurde sie mit einem anderen vermählt, namens Anar, und deren Tochter hieß Jörd.“

Der Name Naglfari ist vieldeutig, er erscheint in den Quellen neben dieser an zwei weiteren Stellen. Die Grundbedeutung ist zu deutsch „Nagelreihe“ aus den altnordischen Kompositionsgliedern nagl- für Nagel mit einer l-Bildung wie des Öfteren für Begriffe von Körperteilen und aus dem Glied mask. -fari zu fara „Fahrt, Spur, fahren, Fahrer“. In der Gylfaginning in Kapitel 51 in der Form „Hrymr stýrir Naglfara“ als Name des Totenschiffs des Riesen Hymir, das aus den Nägeln der Toten gebaut ist.

„... aus den Nägeln der Toten gemacht, und es ist Vorsicht geboten, wenn ein Mensch mit ungeschnittenen Nägeln stirbt, weil er damit viel zum Schiff Naglfar beiträgt, von dem Götter und Menschen wollen, daß es lange nicht fertig werde.“

  Naglfari ist beim Skalden Bragi Boddason ein Schwertheiti mit der Bedeutung „mit einer Nagelreihe geschmücktes Schwert“. Er umschreibt in der Ragnarsdrápa (Strophe 5) den Begriff „die Krieger“ durch die Kenning „segls naglfara siglur saums andvanar“ („die einer Umsäumung entratenden Masten des Segels des Schwertes“). Die beiden Verwendungen durch Snorri und Bragi stehen in Bezug zum Seewesen, der Schifffahrt, sodass die Verwendung als Personenname hier wohl nicht von der Semantik der beiden Anderen zu trennen ist.